# Лавилье, Бернар
Бернар Лавилье (фр. Bernard Lavilliers, настоящее имя Бернар Ульон, Oulion, 7 октября 1946, Сент-Этьен, департамент Луара) — французский певец, композитор и автор текстов.

## Биография
С юности занимался боксом, работал на заводе. Неоднократно сидел в тюрьме за мелкие кражи. В 19 лет совершил путешествие в Бразилию, которая станет одной из главных тем его творчества.
Выступает сначала в кабаре, в 1967 выпускает первую пластинку на 45 оборотов и первый альбом в 1968 г. Во время событий мая 1968 поет на захваченных протестующими заводах лионского региона.
После выхода в 1972 г. второго альбома Лавилье, Les Poètes, к нему приходит определенная известность. В 1975 он выпускает один из своих первых хитов, San Salvador. Следующий альбом, Les Barbares (1976), приносит ему статус звезды. Он выступает в Олимпии в октябре 1977.
В 1986 выходит альбом Лавилье «Voleur de feu» с еще одним хитом — «Extérieur nuit». Песня была в ротации на российском «Ностальжи».
Лавилье занимается культуризмом, эксплуатируя образ хулигана из пригорода, путешественника по экзотическим для европейца странам (Бразилия, Ямайка) и искателя приключений. В его песнях часто упоминаются наркотики и криминальные разборки. Музыкально творчество Лавилье эклектично: рок, блюз, регги, сальса. Тексты очень политизированы (часть его публики — левые или анархисты), но при этом глубоко поэтичны.

## Дискография

### Студийные альбомы
- 1968 : Premiers pas...
- 1972 : Les Poètes
- 1974 : Le Stéphanois
- 1976 : Les Barbares
- 1977 : 15e Round
- 1979 : Pouvoirs
- 1980 : O gringo
- 1981 : Nuit d'amour
- 1983 : État d’urgence
- 1984 : Tout est permis, rien n'est possible
- 1986 : Voleur de feu
- 1988 : If…
- 1991 : Solo
- 1994 : Champs du possible
- 1997 : Clair-obscur
- 2001 : Arrêt sur image
- 2004 : Carnets de bord
- 2008 : Samedi soir à Beyrouth

### Концертные альбомы
- 1978 : T'es vivant... ? — записан в марте 1978 в «Олимпии»
- 1980 : Live Tour 80
- 1984 : Olympia live 1984
- 1990 : On the road again Live 1989
- 2000 : Histoires en scène
- 2005 : Live Escale au Grand Rex